# Brickanmasten
Brickanmasten är en 323 meter hög TV-mast i Härjedalens kommun. TV-masten ligger på berget Brickan, omkring en mil söder om Sveg.